# Otto Porsch
Otto von Fürth (12.9.1875 – 2.1.1959) là nhà sinh học người Áo đã đoạt giải Lieben năm 1927.
Sau khi đậu bằng tiến sĩ, ông đã làm việc với Gottlieb Haberlandt ở Graz và với Richard Wettstein ở Viên. Ông trở thành giám đốc đầu tiên của Vườn thực vật tại Czernowitz (nay là Chernivtsi, thuộc Ukraina) và sau đó làm giáo sư ở Đại học Czernowitz (nay là Đại học Chernivtsi). Năm 1920 Porsch làm giám đốc Viện thực vật tại Viên.
Ông nghỉ hưu năm 1945 và từ trần năm 1959.